# Charles-Jean-Baptiste Fleuriau de Morville

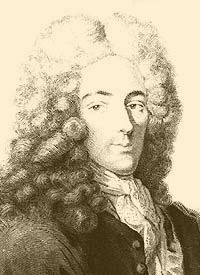
Charles-Jean-Baptiste Fleuriau de Morville

Charles-Jean-Baptiste Fleuriau de Morville (* 30. Oktober 1686 in Paris; † 2. Februar 1732 ebenda) war ein französischer Staatsmann und Mitglied der Académie française.

## Leben und Werk
Charles-Jean-Baptiste Fleuriau Graf von Morville war der Sohn von Joseph-Jean-Baptiste Fleuriau d’Armenonville (1661–1728), Minister unter dem Regenten Philippe II. de Bourbon, duc d’Orléans, der Neffe von Louis-Gaston Fleuriau d’Armenonville (1662–1733), Bischof von Orléans und der Schwiegervater von Alexandre-Nicolas de La Rochefoucauld (1709–1760), Marquis de Surgères.
Nachdem er erfolgreich Botschafter in den Niederlanden gewesen war, übernahm er 1722 von seinem Vater das Marineministerium und 1723 von Guillaume Dubois das Außenministerium, das er bis 1727 innehatte. Ohne besondere Schriften vorzuweisen, wurde er 1723 in die Académie française (Sitz Nr. 12) gewählt. Ab 1726 war er königlicher Schirmherr (protecteur) der Akademie von Bordeaux.
1728 baute er in Hanches bei Épernon das Schloss Morville. Dort (und in Paris) gründete er ein Laientheater, die Société de Morville, dem der Graf Caylus, Charles-Antoine Coypel, Charles Pinot Duclos und andere angehörten und das über seinen frühen Tod hinaus Bestand hatte. Daneben legte er eine bedeutende Gemäldesammlung an. Als er 1732 im Alter von 45 Jahren starb, wurde ihm für die Pariser Kirche Saint-Eustache von Edme Bouchardon ein Denkmal entworfen und von Caylus und Coypel ein Gedenkblatt kreiert, zu dem Charles-Jean-François Hénault den Text verfasste.